# Джибо, Салу
Салу Джибо (фр. Salou Djibo) — командир столичного гарнизона армии Нигера, организовавший и возглавивший военный переворот в Нигере 18 февраля 2010 года. Возглавлял хунту — Высший совет по восстановлению демократии и де-факто являлся главой государства.

## Биография
Родился в Намаро, в 40 км от столицы страны. Принадлежит к народности джерма. 
Обучался в Кот-д’Ивуаре, Марокко и КНР, служил в миротворческих подразделениях ООН в Кот-д’Ивуаре и ДРК.
С 2005 года возглавлял 121-е вспомогательное подразделение Вооружённых сил Нигера — подразделение специального назначение, известное участием во всех переворотах, которые совершались в стране.
Джибо был командиром «1-й военной зоны» и контролировал 40 % вооруженных сил.
Совершенный переворот, устранивший авторитарного президента Танджа, был популярен в стране. Первоначально рассматривалась возможность сохранить власть военных на 2-3 года, однако под международным давлением было объявлено об однолетнем переходном периоде, который должен был завершиться передачей власти новому президенту в 2011 году. Правительство было сформировано из гражданских лиц, подчинявшихся Высшему совету, сформированному из военных.
В апреле 2010 года Джибо учредил комиссию по подготовке новой конституции страны и дал старт работе временного парламента, который получил название Национальный консультативный совет. Разработанный к маю проект конституции предполагал переход к полу-президентской системе правления, то есть, перераспределял полномочия от главы государства в пользу депутатов.
В рамках борьбы с коррупцией в апреле 2010 года были уволены руководители 20 крупнейших государственных компаний. Была учреждена государственная финансовая инспекция, призванная выявить злоупотребления прежнего правительства.
В октябре 2010 года была пресечена попытка переворота. Были арестованы несколько высших офицеров, включая второго по влиятельности, после Джибо, члена хунты полковника Бади, и главу нигерской службы безопасности Сейни Шекарау.
7 апреля 2011 года передал власть демократически избранному президенту Иссуфу. 
После отставки, в мае 2010 года он получил звание генерала армии. Работает в структурах организации экономического сотрудничества стран Западной Африки (ECOWAS).